# 里克·馬查爾
里克·馬查爾·泰尼-杜尔贡（英語：Riek Machar Teny Dhurgon，1953年—），是南蘇丹共和國現任第一副總統，努爾人。

## 早年
1991年，里克·馬查爾脫離約翰·加朗領導的苏丹人民解放军，另立蘇丹人民解放軍-納西爾派，並接受蘇丹政府援助對抗加朗。1991年，支持南方叛軍的埃塞俄比亞門格斯圖政府被推翻，加上南方叛軍內部分裂，蘇丹政府軍乘勢在其後三年裡收復許多失地，奪回大多數油田。
支持馬查爾的部隊於1991年在波爾屠殺大約2000名丁卡族平民，身為丁卡人的南蘇丹總統基爾對屠殺事件一直耿耿於懷。2002年，馬查爾與他的部隊重新加入蘇丹人民解放軍。南蘇丹獨立後，馬查爾擔任第一副總統，至2013年7月被總統基爾免職。

## 南蘇丹內戰
馬查爾於2013年12月發動軍事政變，企圖推翻南蘇丹總統薩爾瓦·基爾·馬亞爾迪特為首的政府。雙方內戰持續，至2014年已造成超過一萬人喪生。
2016年，馬查爾回國履行《南蘇丹和平協議》，2016年4月就任「南蘇丹民族團結過渡政府」第一副總統，自任期開始時生效。2016年7月，支持馬查爾的士兵與支持基爾的士兵在首都朱巴發生衝突，造成約300人喪生。事後馬查爾一直沒有返回朱巴，7月25日基爾發佈總統令，宣佈解除馬查爾的第一副總統職務。
2018年9月，馬查爾和基爾再次簽署和平協議。2018年10月31日，馬查爾在離開朱巴兩年多以來首度返回朱巴，出席由總統基爾主持的一項儀式。最終在1年多後再就任副總統。
2021年8月，蘇人解反對派解除馬查爾的黨領袖職位。